# Фрігольд (роман)
Фрігольд (англ. Freehold) — військовий науково-фантастичний роман Майкла З. Вільямсона, опублікований у 2004 році видавництвом Baen Books. Книга розповідає історію Кендри Пачеллі, молодої воячки, яка починає службу домінуючої у світі авторитарної Організації Об'єднаних Націй. Звинувачена у злочині, якого вона не вчиняла, вона тікає з Землі до Фрігольда Грайн, де їй важко адаптуватися до клімату та культури ультралібертаріанської планети. Зрештою вона приєднується до армії Фрігольда та бере участь у війні проти вторгнення ООН.
Роман отримав позитивні відгуки в SF Site і Kliatt, але негативний відгук у Science Fiction Chronicle. Серія «Фрігольд» продовжується у романі «Зброя», яка починається до «Фрігольда» і закінчується приблизно через два роки.

## Фон
В автобіографічному есе Вільямсон розповідає, що він був розчарований через труднощі з продажем своїх оповідань і обговорював це питання на форумі Baen's Bar. Потім з ним зв'язався Джим Баєн і попросив надіслати один розділ того, над чим він працював. Вільямсон надіслав йому розділ «Фрігольд», і після шести місяців обговорення та редагування Бейн купив книгу.
Вільямсон зауважив, що головна героїня Кендра Пачеллі частково заснований на власному досвіді імміграції з Великої Британії до Канади та Сполучених Штатів.

## Сюжет
У майбутньому Земля перетворилася на репресивне суспільство з повсюдним бюрократичним регулюванням глобальної Організації Об'єднаних Націй. Кендра Пачеллі працює унтер-офіцером матеріально-технічного забезпечення в Силах охорони ООН (UNPF), поки її не втягують у схему, яка передбачає крадіжку матеріальних засобів на мільйони доларів із Сил охорони. Слідчі ООН сумно відомі жорстокими допитами ув'язнених, і виправдання малоймовірне, навіть якщо вона невинна. Попереджена другом, вона вирішує попросити притулку у Freehold of Grainne, який не залежить від контролю ООН.
Кендра переїжджає до колонії, але через витрати на її переїзд вона повинна взяти участь у програмі оренди колонії. Кендра повільно звикає до абсолютно вільного ринкового суспільства Фрігольду. Відмінності, з якими їй доводиться мати справу, включають повну відсутність будь-якого регулювання, повсюдне володіння особистою вогнепальною зброєю, спокійні звичаї щодо сексу та одягу, добровільне оподаткування, майже відсутність злочинності та мінімальну державну інфраструктуру.
Повна відсутність регулювання торгівлі змушує ООН накладати на Фрігольд санкції через занепокоєння безпекою, що призводить до того, що Кендра була звільнена з початкової роботи та записана в армію Фрігольда. Перш ніж вона буде призначено капралкою, вона повинна пройти базову підготовку. Її командир відправляє її на підготовку для сержантського складу, вважаючи, що війна з Землею неминуча і неминуча.
Після стрімкого інциденту за участю групи іммігрантів із Землі спалахує війна, і ООН починає вторгнення. Сили ООН чисельно переважають, і військові Фрігольда вдаються до партизанської війни за підтримки озброєного населення. Кендра опинилася в сільській місцевості планети і стає командиркою місцевого партизанського загону, який складається з великої спільноти сімей фермерів. Вона починає ставати агресивною та бере участь у жорстокостях та насильстві поза правилами війни. Одного разу згадується її попереднє судимість на Землі та пропонується винагорода, яка вимагає від неї застрелити кількох своїх колег, які хочуть її видати.
Силам ООН заважають реалії Фрігольду: 90 % фрігольдерів озброєні, значна частина з них — ветерани військової служби, гравітація планети в 1,18 рази перевищує земну, вони не знають місцевості, і для них не існує урядової інфраструктури, яку вони могли б асимілювати. Зрештою, фрігольдери організовують масований контрнаступ, в якому Кендрі доручають утримувати піхотну лінію проти чисельно переважаючих сил без достатньої підтримки. Вона отримує важке поранення, але утримує оборону, і війська ООН зазнають поразки.
Кендра допомагає в систематичних міських війнах з очищення міст і під час цього зазнає подальшого насильства. Захоплену космічну техніку Фрігольд використовує для нанесення орбітальних ударів по Землі та запускає кілька чорних операцій у великих містах, спричиняючи масову смерть і руйнування. Зрештою Земля домовляється про перемир'я. Кендра переживає війну і отримує медаль.

## Відгуки
«Фрігольд», був випущений у січні 2004 року та посів № 3 у списку бестселерів Locus у квітні 2004 року для книг наукової фантастики та фентезі в м'якій палітурці. Порівняно з іншими новачками в списку, «Фрігольд» був позаду «Дампіра», але випередив «Місто двигунів», «Спадкоємці Землі» і «Простір ймовірностей».
«Фрігольд» був номінований на премію «Прометей» 2005 року як найкращий лібертаріанський науково-фантастичний роман і більша частина критичного висвітлення книги обговорювала її політичні аспекти. У рецензії для Prometheus, інформаційного бюлетеня Лібертаріанського футуристичного товариства, Френ Ван Клів розкритикувала зображення тортур і насильства та назвала книгу «неоконсервативною фантастикою»  Дон Д'Аммасса описав «Фрігольд» як «надто спрощений, чорно-білий» політичний трактат з нереалістичним поглядом на людство та «дуже довгу, але, відверто кажучи, не дуже цікаву критику». Майкл М. Джонс із сайту SF Site навпаки назвав зображення Вільямсона лібертаріанського суспільства «розумним і правдоподібним» і назвав книгу «задовільним дебютом». Він навів порівняння з «Чужинцем на чужій землі» Роберта Гайнлайна та «Фрайді», а також із творами Джона Рінго. Джинджер Армстронг із Kliatt назвала «Фрігольд» «дуже читабельною науково-фантастичною пригодою» з «сильною героїнею-жінкою». Він високо оцінив темп, увагу до технічних деталей і зображення інопланетних культур.

## Зовнішні посилання
- Freehold – безкоштовне завантаження з Baen Books